# Distretto di Vila Real
Il distretto di Vila Real è un distretto del Portogallo continentale, appartenente alla provincia tradizionale del Trás-os-Montes e Alto Douro. Confina con la Spagna (provincia di Ourense) a nord e con i distretti di Bragança a est, di Viseu a sud e di Porto e Braga a ovest. La superficie è di 4.328 km² (11º maggior distretto portoghese), la popolazione residente (2001) è di 223.731 abitanti. Capoluogo del distretto è Vila Real.
Il distretto di Vila Real è diviso in 14 comuni:
- Alijó
- Boticas
- Chaves
- Mesão Frio
- Mondim de Basto
- Montalegre
- Murça
- Peso da Régua
- Ribeira de Pena
- Sabrosa
- Santa Marta de Penaguião
- Valpaços
- Vila Pouca de Aguiar
- Vila Real

Nell'attuale divisione principale del paese, il distretto fa parte della regione Nord (Norte) ed è diviso tra le subregioni del Douro, dell'Alto Trás-os-Montes e del Tâmega. In sintesi:
- Regione Nord
  - Alto Trás-os-Montes
    - Boticas
    - Chaves
    - Montalegre
    - Murça
    - Valpaços
    - Vila Pouca de Aguiar

  - Douro
    - Alijó
    - Mesão Frio
    - Peso da Régua
    - Sabrosa
    - Santa Marta de Penaguião
    - Vila Real

  - Tâmega
    - Mondim de Basto
    - Ribeira de Pena